# Ecover (IMOCA)
Ecover 2 est un voilier monocoque de course au large de classe IMOCA mis à l'eau en 2003. 

## Historique
Pour sa première compétition ses skipper Mike Golding et Brian Thompson  l'engagent dans la Transat Jacques-Vabre 2003 qu'il termine troisième en catégorie monocoques de 60 pieds en 17 jours 22 heures et vingt-huit minutes. 
En 2004, il participe à la 1000' de Calais pour obtenir sa qualification pour le Transat anglaise. Une fois qualifié, il participe et gagne cette transat en 12 jours 15 heures 18 minutes. À la fin de l'année, il prend le départ Vendée Globe qu'il finit en troisième position en 88 jours 15 heures 15 minutes doit avec un retard de 1 jour et 4 heures de retard sur le vainqueur Vincent Riou.
En 2005, le duo Mike Golding et Dominique Wavre s'engage dans la Transat Jacques-Vabre qu'ils terminent à la quatrième place en catégorie IMOCA (et 5e au classement général).

## Palmarès
- 2003 :
  - 3e de la Transat Jacques-Vabre en classe IMOCA barré par Mike Golding et Brian Thompson 
  - 1er du Défi Atlantique barré par Mike Golding

- 2004 :
  - 2e de la 1000' de Calais barré par Mike Golding
  - 1er dans la Transat anglaise barré par Mike Golding

- 2005 :
  - 3e du Vendée Globe barré par Mike Golding
  - 2e de la Calais Round Britain Race barré par Mike Golding barré par Mike Golding et Dominique Wavre
  - 2e du Tour de l'Ile de Wight Tour de l'Ile de Wight
  - 4e de la Transat Jacques-Vabre en IMOCA